# Championnat de Russie de rugby à XV 2014
Navigation
Championnat de Russie 2013 Championnat de Russie 2015
Le championnat de Russie de rugby à XV 2014 ou en russe Профессиональная Регбийная Лига 2014 (Professionalnaïa Regbiïnaïa Liga 2014) est une compétition de rugby à XV qui oppose les huit meilleurs des clubs russe. La compétition commence le 9 mai 2014 et se termine par une finale le 15 septembre 2014.

## Liste des équipes en compétition
| Monino Enisey-STM Krasny Yar Krasnoyarsk Slava Moscou Fili Moscou Novokouznetsk Penza Taganrog |

| Équipe                  | Stade                             | Capacité | Ville         |
| ----------------------- | --------------------------------- | -------- | ------------- |
| VVA Podmoskovye         | Gagarin Air Force Academy Stadium | 5 000    | Monino        |
| Enisey-STM              | Lokomotiv Stadion                 |          | Krasnoïarsk   |
| Krasny Yar Krasnoyarsk  | RK Krasny Yar                     | 3 200    | Krasnoïarsk   |
| Slava-CSP               |                                   |          | Moscou        |
| Fili Moscou             | Filevskiy park                    | 2 000    | Moscou        |
| Metallurg Novokouznetsk |                                   |          | Novokouznetsk |
| Imperia Penza           | Spartak                           | 2 000    | Penza         |
| Bulava Taganrog         | Raduga Stadium                    |          | Taganrog      |

## Résumé des résultats

### Classement de la phase régulière
| Rang | Club                       | J | V | N | D | Bo | Bd | Pm  | Pe  | Diff | Pts |
| ---- | -------------------------- | - | - | - | - | -- | -- | --- | --- | ---- | --- |
| 1    | Krasny Yar Krasnoyarsk (T) | 7 | 7 | 0 | 0 | 5  | 0  | 312 | 86  | +226 | 33  |
| 2    | Enisey-STM                 | 7 | 6 | 0 | 1 | 5  | 0  | 267 | 80  | +187 | 29  |
| 3    | VVA Podmoskovye            | 7 | 5 | 0 | 2 | 4  | 2  | 255 | 111 | +144 | 26  |
| 4    | Slava CSP                  | 7 | 3 | 0 | 4 | 2  | 2  | 149 | 143 | +6   | 16  |
| 5    | Metallurg Novokouznetsk    | 7 | 3 | 0 | 4 | 3  | 1  | 141 | 151 | -10  | 16  |
| 6    | Fili Moscou                | 7 | 2 | 1 | 4 | 1  | 0  | 82  | 214 | -132 | 11  |
| 7    | Imperia Penza (P)          | 7 | 1 | 1 | 5 | 0  | 0  | 71  | 295 | -224 | 6   |
| 8    | Bulava Taganrog            | 7 | 0 | 0 | 7 | 0  | 1  | 89  | 286 | -197 | 1   |

|  | Qualifiés pour la 2e phase (no 1, no 2, no 3, no 4, no 5) |
|  | T : tenant du titre 2013 • P : promu 2013                 |

Attribution des points : victoire sur tapis vert : 5, victoire : 4, match nul : 2, défaite : 0, forfait : -2 ; plus les bonus (offensif : 4 essais marqués ; défensif : défaite par 7 points d'écart ou moins).
Règles de classement : ?

### Classement de la phase finale
| Rang | Club                    | J | V | N | D | Bo | Bd | Pm  | Pe  | Diff | Pts |
| ---- | ----------------------- | - | - | - | - | -- | -- | --- | --- | ---- | --- |
| 1    | Enisey-STM              | 8 | 8 | 0 | 0 | 6  | 0  | 273 | 111 | +162 | 38  |
| 2    | Krasny Yar Krasnoyarsk  | 8 | 6 | 0 | 2 | 6  | 0  | 237 | 154 | +83  | 30  |
| 3    | VVA Podmoskovye         | 8 | 4 | 0 | 4 | 3  | 0  | 215 | 218 | -3   | 19  |
| 4    | Slava CSP               | 8 | 2 | 0 | 6 | 3  | 0  | 131 | 220 | -89  | 11  |
| 5    | Metallurg Novokouznetsk | 8 | 0 | 0 | 8 | 0  | 0  | 84  | 237 | -153 | 0   |

|  | Qualifiés pour la finale (no 1, no 2)              |
|  | Qualifiés pour le match de classement (no 3, no 4) |

Attribution des points : victoire sur tapis vert : 5, victoire : 4, match nul : 2, défaite : 0, forfait : -2 ; plus les bonus (offensif : 4 essais marqués ; défensif : défaite par 7 points d'écart ou moins).
Règles de classement : ?

### Classement de la6eà la8eplace
| Rang | Club            | J | V | N | D | Bo | Bd | Pm  | Pe  | Diff | Pts |
| ---- | --------------- | - | - | - | - | -- | -- | --- | --- | ---- | --- |
| 1    | Fili Moscou     | 4 | 3 | 0 | 1 | 0  | 0  | 123 | 30  | +93  | 12  |
| 2    | Bulava Taganrog | 4 | 3 | 0 | 1 | 0  | 0  | 101 | 79  | +22  | 12  |
| 3    | Imperia Penza   | 4 | 0 | 0 | 4 | 0  | 0  | 34  | 167 | -133 | 0   |

|  | Relégué (no 3) |

Attribution des points : victoire sur tapis vert : 5, victoire : 4, match nul : 2, défaite : 0, forfait : -2 ; plus les bonus (offensif : 4 essais marqués ; défensif : défaite par 7 points d'écart ou moins).
Règles de classement : ?

## Résultats détaillés

### Phase régulière

#### Tableau synthétique des résultats
L'équipe qui reçoit est indiquée dans la colonne de gauche.
| Clubs                  | ENY   | KRA   | VVA   | SLA   | NOV   | FIL   | BUL   | IMP   |
| ---------------------- | ----- | ----- | ----- | ----- | ----- | ----- | ----- | ----- |
| Enisey-STM             |       |       |       | 48-16 | 28-0  |       |       |       |
| Krasny Yar Krasnoyarsk | 26-7  |       | 26-21 | 31-21 |       |       |       |       |
| VVA Podmoskovye        | 15-16 |       |       |       | 40-15 | 33-3  | 68-24 |       |
| Slava-CSP              |       |       | 19-20 |       | 20-13 |       |       | 38-6  |
| Novokouznetsk Rugby    |       | 13-45 |       |       |       | 27-3  | 34-7  |       |
| Fili Moscou            | 12-56 | 11-60 |       | 10-7  |       |       |       | 14-14 |
| Bulava Taganrog        | 3-45  | 6-62  |       | 15-28 |       | 17-29 |       |       |
| Imperia Penza          | 8-67  | 7-62  | 8-58  |       | 8-39  |       | 20-17 |       |

|  | Victoire à domicile |  | Match nul |  | Défaite à domicile |

### Phase finale

#### Tableau synthétique des résultats
L'équipe qui reçoit est indiquée dans la colonne de gauche.
| Clubs                  | ENY   | KRA   | VVA   | SLA   | NOV   |
| ---------------------- | ----- | ----- | ----- | ----- | ----- |
| Enisey-STM             |       | 18-10 | 43-31 | 36-10 | 29-7  |
| Krasny Yar Krasnoyarsk | 18-24 |       | 42-26 | 43-13 | 26-6  |
| VVA Podmoskovye        | 17-54 | 22-34 |       | 28-13 | 20-10 |
| Slava-CSP              | 8-31  | 25-33 | 5-35  |       | 29-7  |
| Novokouznetsk Rugby    | 10-38 | 20-31 | 17-36 | 7-28  |       |

|  | Victoire à domicile |  | Match nul |  | Défaite à domicile |

## Finales

### Match pour le titre
| 15 septembre 2014 | Enisey-STM | 22 - 10 | Krasny Yar Krasnoyarsk |  |
| 15 septembre 2014 |            |         |                        |  |
| 15 septembre 2014 |            |         |                        |  |

### Match pour la3eplace
| 14 septembre 2014 | VVA Podmoskovye | 9 – 3 | Slava-CSP |  |
| 14 septembre 2014 |                 |       |           |  |
| 14 septembre 2014 |                 |       |           |  |

## Statistiques

### Meilleurs marqueurs d'essais
| Rang | Joueur             | Club                   | Essais |
| ---- | ------------------ | ---------------------- | ------ |
| 1    | Denis Simplikevich | Enisey-STM             | 15     |
| 2    | Anton Rudoy        | Enisey-STM             | 12     |
| 3    | Vasily Artemyev    | Krasny Yar Krasnoyarsk | 11     |
| 4    | Oleg Prepelita     | Krasny Yar Krasnoyarsk | 8      |
| -    | Andrey Keller      | Krasny Yar Krasnoyarsk | 8      |

### Meilleurs marqueurs de points
| Rang | Joueur             | Club                    | Points |
| ---- | ------------------ | ----------------------- | ------ |
| 1    | Ilya Demuschkin    | VVA Podmoskovye         | 186    |
| 2    | John Dodd          | Krasny Yar Krasnoyarsk  | 108    |
| 3    | Denis Simplikevich | Enisey-STM              | 77     |
| 4    | Craig Clare        | Krasny Yar Krasnoyarsk  | 70     |
| 5    | Anton Ryabov       | Metallurg Novokouznetsk | 66     |